# Marta (pel·lícula)
Marta (comercialitzada a Itàlia com a ...dopo di che, uccide il maschio e lo divora) és una pel·lícula de coproducció hispano-italiana del 1971 dirigida per José Antonio Nieves Conde amb guió de Ricardo López Aranda basat en l'obre de teatre Estado civil: Marta de Juan José Alonso Millán. Fou seleccionada per representar a Espanya a l'Oscar a la millor pel·lícula de parla no anglesa als Premis Oscar de 1971, però finalment no fou nominada.

## Sinopsi
Malgrat la seva riquesa, Miguel té greus problemes amb les dones a causa de la seva mare excessivament possessiva i opressora. S’enamora d'una noia, Marta, que afirma fugir de la policia perquè ha assassinat "l'amant de la nit", però en realitat és la germana de Pilar, l'esposa desapareguda de Miguel que està decidida a esbrinar la veritat sobre la seva desaparició.

## Repartiment
- Marisa Mell - Marta & Pilar
- Stephen Boyd - Don Miguel
- George Rigaud - Arturo
- Howard Ross - Luis
- Jesús Puente - Don Carlos
- Isa Miranda - Elena
- Nélida Quiroga - Dona Clara

## Premis
La pel·lícula va obtenir el quart premi als Premis del Sindicat Nacional de l'Espectacle de 1971.